# Season of GFriend Tour
Season of GFriend Tour là chuyến lưu diễn Châu Á đầu tiên của nhóm nhạc nữ Hàn Quốc GFriend. Chuyến lưu diễn bắt đầu vào ngày 6 tháng 1 năm 2018 và kết thúc vào ngày 9 tháng 9 năm 2018 tại Seoul, Hàn Quốc, với 9 buổi hòa nhạc ở 5 quốc gia, bao gồm Hàn Quốc, Đài Loan, Nhật Bản, Philippines, Hồng Kông. Tổng cộng, chuyến lưu diễn đã thu hút 31,600 người tham dự.

## Lịch diễn
| Ngày             | Thành phố | Quốc gia    | Địa điểm                                           | Số người tham dự |
| ---------------- | --------- | ----------- | -------------------------------------------------- | ---------------- |
| 6 tháng 1, 2018  | Seoul     | Hàn Quốc    | Seoul Olympic Park Olympic Hall                    | 6,000            |
| 7 tháng 1, 2018  | Seoul     | Hàn Quốc    | Seoul Olympic Park Olympic Hall                    | 6,000            |
| 28 tháng 2, 2018 | Tân Bắc   | Đài Loan    | Xinzhuang Gymnasium                                | 5,000            |
| 2 tháng 8, 2018  | Osaka     | Nhật Bản    | Namba Hatch                                        | 4,500            |
| 5 tháng 8, 2018  | Tokyo     | Nhật Bản    | Toyosu PIT                                         | 4,500            |
| 26 tháng 8, 2018 | Quezon    | Philippines | Kia Theatre                                        | 2,500            |
| 1 tháng 9, 2018  | Hồng Kông | Hồng Kông   | Kowloonbay International Trade & Exhibition Centre | 3,600            |
| 8 tháng 9, 2018  | Seoul     | Hàn Quốc    | SK Olympic Handball Gymnasium                      | 8,000            |
| 9 tháng 9, 2018  | Seoul     | Hàn Quốc    | SK Olympic Handball Gymnasium                      | 8,000            |
| Tổng cộng        | Tổng cộng | Tổng cộng   | Tổng cộng                                          | 31,600           |